# Iani
Iani („podle římského božstva změny jménem Janus“) je rod dávno vyhynulého ornitopodního dinosaura ze skupiny Rhabdodontomorpha, který žil v období počátku pozdní křídy (věk cenoman, asi před 99,5 miliony let) na území západu Severní Ameriky. Typový druh Iani smithi byl formálně popsán v červnu 2023.

## Popis
Fosilní pozůstatky tohoto dinosaura byly objeveny na území státu Utah v USA v sedimentech geologického souvrství Cedar Mountain. Fosilie typového exempláře s označením NCSM 29373 byly objeveny v roce 2014 na území kraje Emery. Objeveny byly fosilie nekompletně dochované kostry, včetně částí lebky. Tento menší býložravý dinosaurus dostal rodové jméno podle římského božstva Jana, který byl bohem proměny a měl dvě tváře - jedná se o připodobnění k měnícím se ekosystémům a vývojovým skupinám dinosaurů v době existence tohoto dinosaura. Druhové jméno je poctou paleontologovi jménem Joshua Aaron Smith.
Jednalo se o možný evoluční přechodový článek mezi rodem Tenontosaurus a zástupci skupiny Rhabdodontidae. Iani dosahoval délky kolem 3 metrů, byl tedy menší než například starší rod Hippodraco, který dosahoval mírně větších rozměrů (délka kolem 4,5 metru a hmotnost zhruba 400 kilogramů).